# پل ترو
پل ترو (انگلیسی: Paul Theroux؛ زادهٔ ۱۰ آوریل ۱۹۴۱) نویسنده و رمان‌نویس اهل ایالات متحده آمریکا است.
وی همچنین برندهٔ جوایزی همچون جایزه یادبود جیمز تیت بلاک و پیشاهنگی عقاب (پسران پیشاهنگ آمریکا) شده‌است.